# Jerrel Feller
Jerrel Feller (Heemskerk, 9 juni 1987) is een Nederlandse voormalige atleet, die zich had gespecialiseerd in de sprint.
Feller werd in 2012 uitgezonden naar de Olympische Spelen in Londen, waar hij aanwezig was als reserve voor de mannenploeg op de 4 × 100 m estafette. Hij hoefde er echter niet in actie te komen.
Feller was aangesloten bij Phanos in Amsterdam.

## Nederlandse kampioenschappen
Outdoor
| Onderdeel | Jaar |
| --------- | ---- |
| 200 m     | 2012 |

Indoor
| Onderdeel | Jaar       |
| --------- | ---------- |
| 200 m     | 2010, 2013 |

## Persoonlijke records
Outdoor
| Onderdeel | Prestatie | Datum        | Plaats         |
| --------- | --------- | ------------ | -------------- |
| 100 m     | 10,52 s   | 1 juli 2006  | Bergen op Zoom |
| 200 m     | 20,76 s   | 17 juni 2012 | Amsterdam      |

Indoor
| Onderdeel | Prestatie | Datum            | Plaats    |
| --------- | --------- | ---------------- | --------- |
| 60 m      | 6,83 s    | 13 januari 2013  | Amsterdam |
| 200 m     | 21,21 s   | 17 februari 2013 | Apeldoorn |

## Palmares

### 60 m
- 2014: 5e NK indoor - 6,91 s

### 100 m
- 2011: 6e NK - 10,70 s

### 200 m
- 2008:  NK - 21,12 s
- 2010:  NK indoor - 21,22 s
- 2011: 4e NK - 21,23 s
- 2012:  NK - 20,76 s
- 2013:  NK indoor - 21,21 s
- 2013:  NK - 21,06 s (+0.6 m/s)

### 4 × 100 m
- 2012:  EK - 38,34 s (NR)[1]